# جيمس أ. تن أيك
جيمس أ. تن أيك (بالإنجليزية: James A. Ten Eyck)‏ هو مدرب تجديف أمريكي، ولد في 16 أكتوبر 1851، وتوفي في 11 فبراير 1938.